# Decreto del presidente della Repubblica 9 ottobre 1990, n. 309
Il decreto del presidente della Repubblica 9 ottobre 1990, n. 309 è una legge della Repubblica Italiana, in particolare un testo unico delle norme in materia di disciplina degli stupefacenti e sostanze psicotrope, prevenzione, cura e riabilitazione dei relativi stati di tossicodipendenza.

## Storia

### Il referendum abrogativo del 1993
Dopo la sua emanazione si aprì un acceso dibattito pubblico avente ad oggetto, in particolare, il trattamento sanzionatorio riservato al semplice consumatore: la legge, infatti, puniva anche la mera detenzione per uso personale di sostanze stupefacenti o psicotrope. Per effetto del referendum abrogativo del 1993, la detenzione per uso personale non costituisce più reato, restando tuttavia illecito amministrativo. La detenzione si intende per uso personale e non per fini di spaccio se la quantità di stupefacente detenuta non è superiore al risultato che si ottiene moltiplicando la dose media singola (DMS), corrispondente alla quantità di principio attivo, per un valore prestabilito (moltiplicatore).

### Le modifiche del 2005
La normativa venne modificata dal decreto legge 30 dicembre 2005, n. 272 - convertito in legge 21 febbraio 2006 n. 49 - che inaspriva le sanzioni relative alle condotte di produzione, traffico, detenzione illecita ed uso di sostanze stupefacenti, e per la contestuale abolizione di ogni distinzione tra droghe leggere, quali la cannabis, e droghe pesanti, quali eroina o cocaina. La legge del 2006 è stata poi dichiarata illegittima dalla Corte costituzionale il 12 febbraio 2014, o come si legge nella nota pubblicata dalla stessa Corte:
La Corte ha così rimosso le modifiche agli articoli 73, 13 e 14, determinando la riviviscenza delle disposizioni originarie.

### Il quesito referendario del 2022
Nel settembre 2021 il Comitato promotore del referendum sulla cannabis legale deposita presso la Corte di cassazione un quesito volto ad abrogare alcune disposizioni di legge in materia di coltivazione e produzione di sostanze stupefacenti. Il 28 ottobre vengono presentate 630 mila sottoscrizioni e nel gennaio 2022 l'Ufficio centrale per il referendum dichiara conforme a legge la richiesta referendaria.
Il quesito si articola in tre sotto-quesiti:
- il primo mira ad espungere dalle attività penalmente rilevanti la «coltivazione» di sostanze stupefacenti (art. 73, comma 1);
- il secondo è diretto ad eliminare la pena della reclusione per le condotte di produzione, vendita, distribuzione e simili di droghe leggere (art. 73, comma 4, così come risultante dalla declaratoria di illegittimità costituzionale avvenuta nel 2014);
- il terzo intende abolire le sanzioni amministrative previste per il consumo personale di droghe (art. 75).

Il 16 febbraio 2022 la Corte costituzionale dichiara inammissibile il quesito referendario. Sul punto interviene il presidente della Consulta, Giuliano Amato, asserendo che l'eventuale normativa di risulta (ossia la nuova disciplina che emergerebbe in caso di esito positivo del referendum) sarebbe tale da «farci violare obblighi internazionali», dal momento che «la coltivazione delle sostanze stupefacenti di cui alle tabelle 1 e 3» (cioè le tabelle nelle quali il ministero della salute elenca specifici tipi di sostanze stupefacenti) «non includono neppure la cannabis ma includono il papavero, la coca, le cosiddette droghe pesanti». Le dichiarazioni di Amato diventano terreno di polemica politica: il presidente del comitato promotore Marco Perduca bolla la scelta della Corte come «tecnicamente ignorante», mentre a giudizio di Marco Cappato non sarebbe «stato letto correttamente il combinato disposto degli articoli», che riguarderebbe «esattamente la cannabis».
In effetti, l'art. 73, co. 1 punisce una serie di condotte, tra cui quella di «coltivazione», che abbiano ad oggetto droghe pesanti; l'art. 73, co. 4 contempla le stesse condotte elencate dal comma 1, ma si riferisce a droghe leggere, introducendo pene più miti rispetto a quelle previste dal comma 1 (in ragione della differente natura della sostanza stupefacente). Le criticità derivano dal fatto che nell'art. 73, co. 4 le condotte punite sono soltanto richiamate per relationem (tramite rinvio al comma 1): eliminare il riferimento all'attività di coltivazione in rapporto alle sole droghe leggere è tecnicamente impossibile per la conformazione testuale del dispositivo di legge, considerata la natura squisitamente abrogativa (non manipolativa) del referendum. Il primo sotto-quesito referendario, eliminando tout court il riferimento all'attività di coltivazione, avrebbe dunque reso lecito coltivare non solo le droghe leggere, ma anche quelle pesanti.

## Contenuto

### L'utilizzo ad uso personale
A norma dell'art. 75 del predetto T.U., per l'uso personale di sostanze stupefacenti sono previste alcune sanzioni amministrative, da applicarsi singolarmente o cumulativamente, a seconda delle peculiarità del caso concreto. Si tratta, in particolare, della sospensione del passaporto, la sospensione della patente di guida, o il divieto di conseguirla, nonché la sospensione del porto d'armi. L'interessato, inoltre, ricorrendone i presupposti, dovrà seguire un programma terapeutico e socio-riabilitativo. Tali sanzioni devono, oggi, avere durata compresa tra un minimo di un mese ed un massimo di un anno. In passato, le sanzioni amministrative avevano durata compresa tra uno e tre mesi nel caso di droghe leggere e tra due e quattro mesi, nel caso di droghe pesanti;
All'art. 73 del già citato T.U. è stato aggiunto il comma 1-bis, che disciplina le condotte di importazione, esportazione, acquisto, ricezione a qualsiasi titolo e detenzione di sostanza stupefacente. Si tratta di condotte che possono essere compiute tanto dallo spacciatore, quanto dal consumatore.
Il giudice dovrà stabilire quindi, caso per caso, se le condotte in esame costituiscano estrinsecazione di un mero uso personale della sostanza (punito con la sola sanzione amministrativa), oppure se siano preordinate alla successiva vendita (in questo caso la condotta è punita con la sanzione penale).
In particolare, a norma del comma 1-bis lettera a), la condotta ha rilevanza penale quando le sostanze stupefacenti
Il giudizio su tale elemento deve essere condotto sulla base di tutti i criteri richiamati dalla norma, quindi tenuto conto non solo del superamento dei limiti indicati nella tabella ministeriale (relativa, comunque, alle quantità di principio attivo e non al peso in sé), ma anche di ogni altra circostanza dell'azione. Possono, pertanto, darsi casi in cui, pur essendo superate le soglie massime di principio attivo, altre circostanze dell'azione dimostrino la destinazione della sostanza ad uso esclusivamente personale, con applicazione della sola sanzione amministrativa. Parimenti, è possibile che, pur non essendosi superate le citate soglie massime, altre circostanze dell'azione dimostrino la destinazione della sostanza ad un uso non personale, con conseguente applicazione della sanzione penale.
In merito il Tribunale di Verona con sentenza del 24 luglio 2006 n.1339/06 ha sancito che:

### La produzione ad uso personale
Sotto altro aspetto, la legge non ha dato soluzione all'annoso problema della rilevanza penale della modesta produzione ad uso esclusivamente personale.
Infatti, non è chiaro se la coltivazione di modeste quantità di stupefacente, destinata ad uso esclusivamente personale, rientri nel concetto di "produzione", ai sensi del citato art. 73 del T.U. (con conseguente applicazione della sanzione penale), oppure se sia penalmente irrilevante (con conseguente applicazione della sola sanzione amministrativa per l'uso personale). È opportuno comunque rilevare, a questo proposito, che anche una sola pianta di canapa (a titolo di esempio) può comunemente arrivare a contenere una quantità di principio attivo decine di volte superiore al limite tabellare ricordato.

### Uso terapeutico degli stupefacenti
Nell'allegato III bis è inserito l'elenco di farmaci analgesici che godono di particolari facilitazioni prescrittive. Al 2024 esso comprende:
- Buprenorfina
- Codeina
- Diidrocodeina
- Fentanil
- Idrocodone
- Idromorfone
- Metadone
- Medicinali di origine vegetale a base di cannabis
- Morfina
- Ossicodone
- Ossimorfone
- Tapentadolo
- Sufentanil per somministrazioni a uso sublinguale

Tale normativa ha consentito la prescrizione di questi principi attivi che, dal 2010, avviene con ricetta ordinaria non ripetibile se prescritti per la terapia del dolore. Qualora vengano utilizzati per altra indicazione terapeutica, la prescrizione avviene tramite apposito ricettario ministeriale a ricalco (RMR).

## La giurisprudenza della Cassazione
La Suprema Corte di Cassazione non aveva, in passato, maturato un orientamento uniforme in merito; secondo una pronuncia del 1994, dovrebbe distinguersi tra "coltivazione in senso tecnico-agrario", ovvero imprenditoriale, costituita da una serie di elementi (disponibilità del terreno, preparazione dello stesso, semina, governo dello sviluppo delle piante, ubicazione dei locali destinati alla custodia dei prodotti) e "coltivazione domestica", costituita dalla messa a dimora in vaso di poche piante nella propria abitazione. Solo il primo tipo di coltivazione sarebbe penalmente rilevante, rientrando il secondo tipo nel concetto di uso personale. Secondo un'interpretazione del 2000, la coltivazione costituirebbe reato, a prescindere dall'uso che il coltivatore intenda fare della sostanza. Ciò perché coltivazione e detenzione sono due condotte del tutto distinte..
Nel 2003 la Corte di Cassazione, ricostruendo la fattispecie in esame come reato di pericolo concreto, ha affermato che non può considerarsi reato la coltivazione di modeste quantità di stupefacente ad uso strettamente personale, in quanto non è ravvisabile in tale condotta il "minimo grado di offensività". Nel 2004 la Suprema Corte è nuovamente intervenuta, questa volta rinvenendo nella fattispecie in esame un reato di pericolo astratto e, conseguentemente affermando che:
ritenendo quindi l'azione reato a prescindere dalla quantità. Pertanto, chi coltivi modeste quantità di stupefacente, ad uso strettamente personale, potrebbe essere colpito da sanzione penale, punita ora con la reclusione da sei a venti anni e con la multa da euro 26.000 a euro 260.000.
Nel 2007 la Corte di Cassazione, Sezione VI Penale, con sentenza 18 gennaio 2007, sancisce che non è reato coltivare nel giardino di casa qualche piantina di marijuana perché ciò equivale alla detenzione per uso personale. Di parere opposto la sentenza datata 10 gennaio 2008, in cui la Corte di Cassazione sancisce invece che la coltivazione, sul balcone di casa, anche di una sola piantina di marijuana, indipendentemente dalle sue caratteristiche droganti è penalmente perseguibile.
La Corte di Cassazione a sezioni unite con sentenza 24 aprile - 10 luglio 2008, n. 286 ha stabilito che è vietata qualunque forma di coltivazione delle piante stupefacenti indicate nella tabella I - non necessariamente connotata (poiché la legge non lo prevede) da aspetti di imprenditorialità ovvero dalle caratteristiche proprie della coltivazione "tecnico-agraria"); si pone comunque il problema della offensività della condotta (cfr. ad es. l'assoluzione post Sezioni Unite del Tribunale di Milano Archiviato il 25 settembre 2010 in Internet Archive.).
In questa dicotomia fra penale ed amministrativo inerente alla coltivazione di un esiguo numero di piante di Cannabis destinate a ricavarne marijuana ad uso personale, la situazione restava quindi giuridicamente ambigua: basti pensare che se un soggetto che avesse messo a dimora delle piante di Cannabis avesse notato o fosse stato preavvertito dell'arrivo delle forze dell'ordine, utilizzando una cesoia per recidere il tronco dalle radici, si sarebbe trovato non più in possesso di piante propriamente dette, bensì di materiale vegetale umido tipo marijuana, da seccare e pesare per valutarne l'effettiva quantità, modificando quindi con la sua azione di taglio la propria posizione legale da penale (per la legge basta una singola pianta interrata per incorrere nel reato di produzione e/o coltivazione, a prescindere da quale fine) a sanzione riconducibile in illecito amministrativo.
Il 28 giugno 2011 la corte di Cassazione, con sentenza 25674/11, ha stabilito che coltivare una piantina di marijuana in casa può essere lecito, trattandosi di "un reato che non procura danni alla salute pubblica". Secondo la suprema corte la coltivazione di una pianta di canapa indiana infatti "non è idonea a porre in pericolo il bene della salute pubblica o della sicurezza pubblica". A seguito di ciò è stato bocciato il ricorso della Procura di Catanzaro che chiedeva la condanna di un giovane per avere coltivato sul balcone di casa una piantina di cannabis.
La decisione mira far luce sul procedimento penale ma mutato in amministrativo a carico di qualcuno che, pur perpetrando un comportamento penalmente perseguibile quale la coltivazione, seppure di una sola pianta, sia stato giudicato da una corte che abbia visto in tale comportamento penalmente rilevante la mera volontà di auto approvvigionamento della sostanza e la volontà di evitare il contatto con la criminalità o lo spaccio da strada per venirne in possesso. Decisione di importanza storica che sembra sancire il favore verso una ben determinata (seppur controversa) modalità di utilizzo personale della droga, soprattutto a dispetto di chi, giudicato con verdetto di condanna, venga trovato in possesso di appena 5 o 6 grammi di marijuana (magari sulla base del fatto che fosse divisa in più porzioni), oltre che su quella dell'eccedenza rispetto alla dose personale quotidiana massima indicata dalle tabelle governative). Il fatto che una pianta di cannabis possa produrre tranquillamente 100 - 200 grammi di prodotto secco fa capire quanto la situazione permanga in una sorta di "area grigia" di difficile comprensione ed alta interpretabilità, tanto per i legislatori quanto per la cittadinanza. Per fare un esempio con un altro paese della UE si pensi ai Paesi Bassi, dove la produzione in proprio di Cannabis è tollerata se non eccede le 3-5 piante coltivate senza l'ausilio di luce artificiale.